# Simon Biwott
Pour les articles homonymes, voir Biwott.
Simon Biwott (né le 3 mars 1970 à Eldoret) est un athlète kényan spécialiste du marathon. 

## Carrière

### Palmarès
| Date | Compétition           | Lieu      | Résultat | Performance      |
| ---- | --------------------- | --------- | -------- | ---------------- |
| 1998 | Marathon de Rome      | Rome      | 5e       | 2 h 12 min 14 s  |
| 1998 | Marathon de Mexico    | Mexico    | 1er      | 2 h 16 min 48 s  |
| 1999 | Marathon de Rotterdam | Rotterdam | 3e       | 2 h 07 min 41 s  |
| 1999 | Championnats du monde | Séville   | 9e       | 2 h 16 min 20 s  |
| 1999 | Marathon de New York  | New York  | 8e       | 2 h 11 min 25 s  |
| 2000 | Marathon de Berlin    | Allemagne | 1er      | 2 h 07: min 42 s |
| 2000 | Marathon de Milan     | Milan     | 1er      | 2 h 09 min 00 s  |
| 2001 | Marathon de Paris     | Paris     | 1er      | 2 h 09 min 40 s  |
| 2001 | Championnats du monde | Edmonton  | 2e       | 2 h 12 min 43 s  |
| 2002 | Marathon de Rotterdam | Rotterdam | 1er      | 2 h 08 min 36 s  |
| 2002 | Marathon de Berlin    | Allemagne | 2e       | 2 h 06 min 49 s  |
| 2004 | Marathon de Bombay    | Bombay    | 9e       | 2 h 19 min 09 s  |

### Records
| Épreuve       | Performance     | Lieu      | Date              |
| ------------- | --------------- | --------- | ----------------- |
| Semi-marathon | 1 h 01 min 27 s | Monterrey | 14 mars 1999      |
| 30 kilomètres | 1 h 30 min 42 s | Rotterdam | 21 avril 2002     |
| Marathon      | 2 h 06 min 49 s | Berlin    | 29 septembre 2002 |